# Kalinyingrád Stadion
A Kalinyingrád stadion (oroszul: Стадион «Калининград») a FIFA 2010. december 2-ai határozata alapján a 2018-as labdarúgó-világbajnokságra épült stadion Kalinyingrádban.
Ultramodern biztonsági berendezésekkel és zártláncú televíziórendszerrel ellátott kétszintes stadion. A stadion mintájául a 2006-os világbajnokságra épült müncheni Allianz Stadion szolgált. Az eredetileg 11 milliárd rubelre tervezett stadion építésnek végösszege 17,3 milliárd rubel lett. A stadion felső szintjét a tervek szerint a 2018-as vb-t követően visszabontják és a Kalinyingrádi Baltika stadionja lesz.
A Kalinyingrád Stadion mindössze 45 km-re van a lengyel határtól, ez a világbajnokság Európai Unióhoz legközelebb található helyszíne.

## A Kalinyingrád Stadion mérkőzései
| 2018. június 16. 21:00 (21:00) |

| Horvátország                            | 2–0               | Nigéria |
| --------------------------------------- | ----------------- | ------- |
| Etebo 32' (öngól) Modrić 71' (11-esből) | (1–0) Jegyzőkönyv |         |

| Kalinyingrád Stadion, Kalinyingrád Nézőszám: 31 136 Játékvezető: Sandro Ricci (brazil) |

| 2018. június 22. 20:00 (20:00) |

| Szerbia     | 1–2               | Svájc                 |
| ----------- | ----------------- | --------------------- |
| Mitrović 5' | (1–0) Jegyzőkönyv | Xhaka 52' Shaqiri 90' |

| Kalinyingrád Stadion, Kalinyingrád Nézőszám: 33 167 Játékvezető: Felix Brych (német) |

| 2018. június 25. 20:00 (20:00) |

| Spanyolország        | 2–2               | Marokkó                    |
| -------------------- | ----------------- | -------------------------- |
| Isco 19' Aspas 90+1' | (1–1) Jegyzőkönyv | Boutaïb 14' El-Neszjrí 81' |

| Kalinyingrád Stadion, Kalinyingrád Nézőszám: 33 973 Játékvezető: Ravshan Ermatov (üzbegisztáni) |

| 2018. június 28. 20:00 (20:00) |

| Anglia | 0–1               | Belgium     |
| ------ | ----------------- | ----------- |
|        | (0–0) Jegyzőkönyv | Januzaj 51' |

| Kalinyingrád Stadion, Kalinyingrád Nézőszám: 33 973 Játékvezető: Damir Skomina (szlovén) |